# Villiers-le-Mahieu
Villiers-le-Mahieu é uma comuna francesa na região administrativa da Île-de-France, no departamento de Yvelines. A comuna possui 601 habitantes segundo o censo de 1990.